# Uzelothrips scabrosus
Uzelothrips scabrosus – gatunek wciornastka z podrzędu pokładełkowych i rodziny Uzelothripidae.

## Taksonomia
Gatunek ten opisany został przez J. Douglasa Hooda w 1952 roku i umieszczony we własnym rodzaju Uzelothrips oraz własnej rodzinie Uzelothripidae.

## Opis
Osobniki dorosłe bardzo małe, zwykle bezskrzydłe. Powierzchnia ciała silnie urzeźbiona. Człony czułków od czwartego do siódmego tworzą biczyk, przy czym człon siódmy jest 30 razy dłuższy niż szeroki. Trzeci człon czułków opatrzony okrągłym sensorium na stronie brzusznej. Skrzydła smukłe i zaokrąglone na wierzchołkach. Każdy tergit z wyraźnie płatkowatym craspedum na tylnym brzegu. Sternum ósmego i prawie cały dziewiąty (bez wierzchołka) segment odwłoka słabo zesklerotyzowane. Samice bez zewnętrznego pokładełka. Od wymarłego U. eocenicus wyróżnia się zlaniem członów trzeciego i czwartego czułków.

## Biologia i rozmieszczenie
Wciornastek ten znany jest z Belém w Brazylii, Brisbane w Australii, Singapuru i Angoli. Spotykany jest w opadłych gałęziach i ściółce. Żywi się prawdopodobnie grzybnią.